# اسکات پیترز (نویسنده)
اسکات پیترز (انگلیسی: Scott Peters؛ زادهٔ ۱۹۵۳ میلادی) کارگردان تلویزیونی، تهیه‌کننده تلویزیونی، فیلم‌نامه‌نویس و کارگردان فیلم اهل کانادا است.
از فیلم‌ها یا مجموعه‌های تلویزیونی که وی در آن‌ها نقش داشته‌است می‌توان به با استعداد، وی و ۴۴۰۰ اشاره نمود.